# Зиштет (Доња Саксонија)
Зиштет (њем. Süstedt) град је у њемачкој савезној држави Доња Саксонија. Једно је од 47 општинских средишта округа Дипхолц. Према процјени из 2010. у граду је живјело 1.594 становника. Посједује регионалну шифру (AGS) 3251039.

## Географски и демографски подаци
Зиштет се налази у савезној држави Доња Саксонија у округу Дипхолц. Град се налази на надморској висини од 14 метара. Површина општине износи 37,0 km². У самом граду је, према процјени из 2010. године, живјело 1.594 становника. Просјечна густина становништва износи 43 становника/km².

## Међународна сарадња
| Мјесто | Држава    | Врста сарадње | Од    |
| ------ | --------- | ------------- | ----- |
|        | Француска | партнерство   | 1975. |
|        | Француска | партнерство   | 1986. |
| Извор  |           |               |       |